# Надднепрянское шоссе
Надднепря́нское шоссе́ — улица в Голосеевском и Печерском районах Киева. Пролегает от бульвара Николая Михновского и моста Патона до Столичного шоссе.
К шоссе примыкают: Набережно-Печерская дорога (дважды); Выдубицкая улица; железная дорога (мост); улица Баренбойма; Деревообрабатывающий переулок; улицы Стройиндустрии; Инженерная; Промышленная; эстакада Южного моста.
Шоссе проложено в 1958 году сквозь незастроенную территорию и на месте старой улицы Мышеловской (начиналась от улицы Набережно-Печерской в сторону селения Корчеватого).